# Carlos Castañón Barrientos
Carlos Castañón Barrientos (1931, Chuquisaca - 2018, La Paz) fue un escritor y abogado boliviano.

## Carrera
Estudió en la Universidad Mayor Real y Pontificia de San Francisco Javier, recibiéndose de Doctor en Derecho. Ejerció como profesor de la cátedra de Literatura Boliviana en la Universidad de San Andrés, y de Derecho Administrativo, Redacción y Legislación de la Comunicación en la Universidad Católica Boliviana, ambas con sede en La Paz.
Es miembro y director de la Academia Boliviana de la Lengua, y desde 1972 es miembro de la Real Academia Española.
Fue director de revistas culturales como Signo y Anales, y colabora frecuentemente en publicaciones gráficas como El Diario, Presencia, Última Hora y Primera Plana.
Realizó trabajos como abogado, desempeñándose en la Superintendencia de Bancos, Ministerio de Finanzas, las direcciones de la Renta y Aduanas, y el Ministerio de Defensa. Fue en tres oportunidades Superintendente Nacional de Seguros. Realizó estudios y revisiones de los Código Tributario y de Comercio, y de las leyes de Entidades Aseguradoras y de Telecomunicaciones  

## Obra
Si bien escribió algunas obras referentes al Derecho, el grueso de sus publicaciones son de temas literarios.
- Estudios bolivianos (1964).
- Brochazos (1964)
- Escritos y escritores (1970).
- Sobre literatura (1971)
- El cuento modernista en Bolivia (1972)
- El " Diálogo" de Bernardo Monteagudo (1974)
- Anécdotas de Nicolás Ortiz Pacheco (1975)
- Literatura comentada (1976)
- Guía práctica de los procedimientos constitucionales (1979)
- La poesía de Wallparrimachi (1979)
- Ricardo Jaimes Freyre, notas sobre su vida y su obra (1980)
- Palabras aladas (1980)
- De letras y letrados (1984).
- Cuento y realidad (1986). Ensayo sobre la literatura boliviana.
- Facetas de nuestro romanticismo (1987)
- Poesía, siempre poesía (1987)
- Literatura de Bolivia (1989). Compendio histórico
- Tiempo de leer (1990).
- Pasión literaria (1999)
- Aproximaciones críticas (2004)

Colaboró además en el Diccionario de literatura española e hispanoamericana (1993), realizando las fichas de cincuenta escritores bolivianos.